# تفکیک جنسیتی در افغانستان
در افغانستان، زنان برای حضور در اماکن عمومی مجبورند همیشه برقع بپوشند، زیرا به گفته یکی از سخنگوهای طالبان، «چهره زن مایه فساد» مردانی است که با آنها محرم نیستند.
افغانستان در دوره حکومت طالبان، قوانینی را برای تفکیک جنسیتی اعمال می‌کرد که بسیار سخت‌تر از قوانین دیگر کشورهای اسلامی بود. اجرای این قوانین با خشونت بسیار همراه بود؛ به حدی که بسیاری آن را آپارتاید جنسیتی نامیده‌اند. در افغانستان، پزشکان مرد حق معاینه و درمان زنان را نداشتند؛ و به زنان نیز اجازه معاینه مردان داده نمی‌شد. همچنین زنان حق صحبت کردن با مردان نامحرم را نداشتند. طالبان، زنانی که بدون محرم از خانه بیرون می‌آمدند به تازیانه محکوم می‌کردند. کار کردن و تحصیل نیز برای زنان در افغانستان ممنوع بود. با سقوط حکومت طالبان این محدودیت‌ها برداشته شد و آپارتاید جنسیتی در افغانستان پایان یافت. ولی بعدها حکومت طالبان پس از سرکوب دولت افغانستان دوباره با قوانین قدیمی خود بر افغانستان حکومت می‌کند.

## طالبان (۱۹۹۶ - ۲۰۰۱)
در دوران امارت اسلامی افغانستان، طالبان با صدور احکامی زنان را از تحصیل منع کردند.

## جمهوری اسلامی افغانستان (۲۰۰۴ - ۲۰۲۱)
در دوران جمهوری اسلامی افغانستان، بیشتر مردان تا قبل از رفتن به دانشگاه، با زنان غیر از خانواده خود در ارتباط نبودند.

## طالبان (۲۰۲۱ - اکنون)
پس از حضور طالبان در سال ۲۰۲۱، همه دانشگاه‌ها در سراسر کشور از نظر جنسیت تفکیک شدند. بر اساس قوانین جدید طالبان که از هفته آتی اجرا می‌شود، ۶ روز کاری برای حضور دانشجویان دختر و پسر تقسیم می‌شود. وزارت تحصیلات عالی افغانستان اعلام کرد، دانشگاه کابل و دانشگاه پلی‌تکنیک کابل از پیشگامان این قانون هستند. در نوبت تحصیلی زنان، هیچ دانشجوی پسری اجازه حضور در محیط دانشگاه‌ را ندارد؛ همچنین دانشجویان دختر موظف هستند که این قانون را در شیفت تحصیلی پسران رعایت کنند. این قوانین محدود به حضور دانشجویان نیست؛ اساتید زن حق ندارند به دانشجویان پسر واحدهای درسی را تدریس کنند. همچنین دانشجویان دختر از حق حضور در دفتر اساتید آقا محروم هستند.
از ماه مارس ۲۰۲۲، طالبان شروع به جداسازی تمام پارک‌های تفریحی و تفرجگاه‌ها بر اساس جنسیت کردند. وزارت امر به معروف و نهی از منکر افغانستان اعلام کرد که در کابل، مردان می‌توانند در روزهای چهارشنبه، پنجشنبه، جمعه و شنبه به پارک‌ها بروند و زنان می ‌وانند در روزهای یکشنبه، دوشنبه و سه‌شنبه به پارک‌ها بروند. این وزارتخانه با تاکید بر اینکه مردان در روز زنان اجازه ورود به پارک‌ها را ندارند، افزود: هیچکس اجازه شکایت ندارد.